# Adonis Linea
L'Adonis Linea è una struttura geologica della superficie di Europa.